# سرعت سوپرسونیک

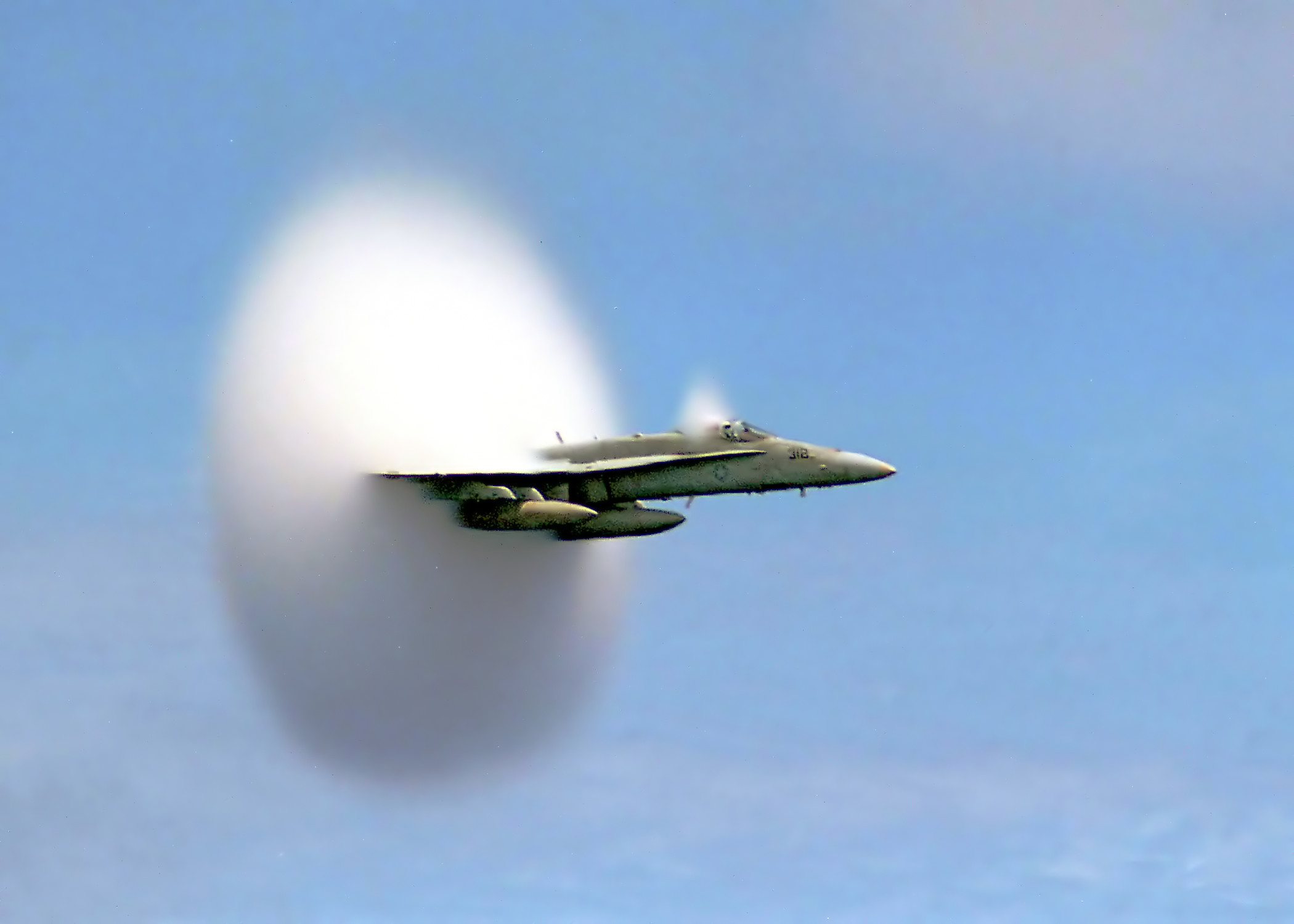
هواپیمای اف-۱۸هورنت در حال شکستن دیوار صوتی. ابر سفید رنگ در نتیجه کاهش دمای هوا توسط فن‌های انبساط مافوق صوت به زیر نقطه شبنم ایجاد می‌شود.

سرعت سوپرسونیک (به انگلیسی: Supersonic speed) یا سرعت ابَرصوتی  سرعت جسمی است که از سرعت صوت (ماخ ۱) بیشتر باشد. برای جسمی که در هوای خشک با دمای ۲۰ درجه سلسیوس در سطح دریا حرکت می‌کند، این سرعت تقریباً ۳۴۳٫۲ متر بر ثانیه است. سرعت‌های بیشتر از پنج برابر سرعت صوت (ماخ ۵) اغلب به عنوان هایپرسونیک یا برین‌صوتی شناخته می‌شود. پروازهایی که در طی آن فقط برخی از قسمت‌های هوای اطراف یک جسم، مانند انتهای پره‌های روتور، به سرعت مافوق صوت می‌رسند، ترنسونیک یا تراصوتی نامیده می‌شوند. این پدیده معمولاً بین ماخ ۰٫۸ و ماخ ۱٫۲ رخ می‌دهد.
صداها ارتعاشاتی هستند که به شکل امواج فشار در یک محیط الاستیک حرکت می‌کنند. زمانی گفته می‌شود که سرعت یک جسم فراصوت است که سرعت آن بیشتر از سرعت صوت در آن محیط باشد. در گازها، صوت با سرعت‌های مختلفی به صورت طولی حرکت می‌کند که بیشتر به جرم مولکولی و دمای گاز بستگی دارد و فشار تأثیر کمی دارد. از آنجایی که درجه حرارت و ترکیب هوا به‌طور قابل توجهی با ارتفاع متفاوت است، سرعت صوت و اعداد ماخ برای یک جسم در حال حرکت ممکن است تغییر کند. در آب در دمای اتاق، سرعت فراصوت را می‌توان به عنوان هر سرعتی بیشتر از ۱۴۴۰ متر بر ثانیه در نظر گرفت. در جامدات، امواج صوتی می‌توانند به صورت طولی یا عرضی قطبی شوند و حتی سرعت بالاتری داشته باشند.

## خصوصیات صوت و دیوار صوتی

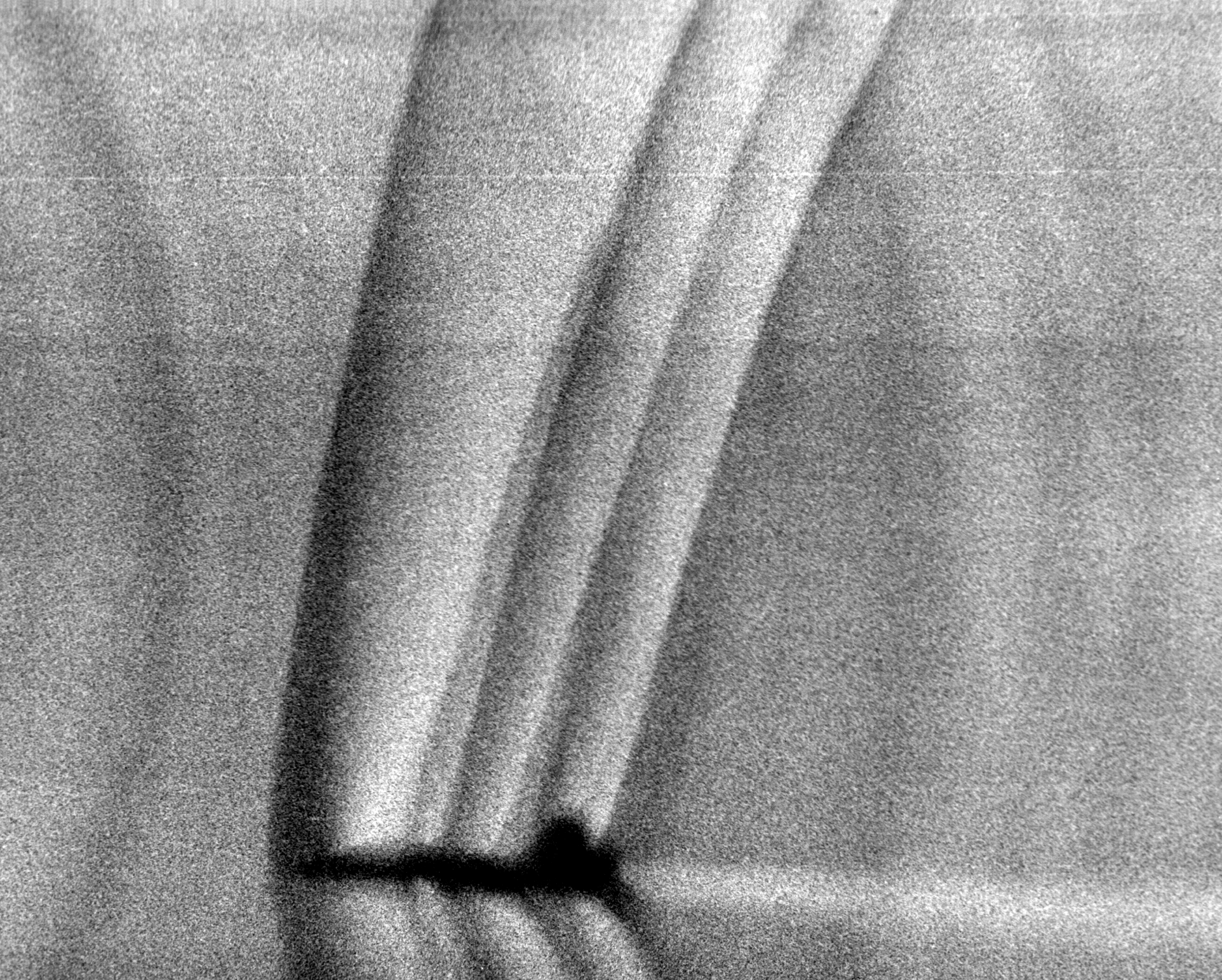
شکستن دیوار صوتی و امواج کوبشی آن در پرواز فراصوتی جنگنده در ماخ ۱٫۱

صوت، در شرایط عادی (دما، فشار و … معمولی) در سطح آب‌های آزاد دارای سرعتی معادل ۳۴۰ متر بر ثانیه است که این سرعت، با افزایش ارتفاع و کاهش فشار و تراکم هوا، کاهش یافته و در ارتفاعات بالاتر، صوت فواصل را با سرعت کمتری می‌پیماید. این مسئله بدین صورت است که صوت از طریق ضربات ملکول‌های هوا به یکدیگر و انتقال انرژی آن‌ها فضا را طی می‌کند و هر چه تعداد مولکول‌ها در یک حجم معین بیشتر باشند، انتقال انرژی زودتر صورت پذیرفته و صوت با سرعت بیشتری انتقال می‌یابد؛ چنان‌که سرعت صوت در مایعات بیشتر از هوا و در جامدات بسیار بیشتر از مایعات و هوا و معادل ۶۰۰۰ متر بر ثانیه است.
پس در نتیجه افزایش ارتفاع، تعداد ملکول‌ها در یک حجم معین کاهش یافته و صوت با سرعت کمتری فضا را می‌پیماید. دیوار صوتی، شیئی فیزیکی و قابل روئیت نیست؛ بلکه به دلیل اینکه گذشتن از سرعت صوت نیازمند توان بسیار بالای موتور و آیرودینامیک بسیار خوب می‌باشد، این حد را یک مانع برای رسیدن به سرعتهای بالاتر دانسته و از آن به نام دیوار صوتی یاد می‌کنند. عدد ماخ، در حقیقت همان نسبت سرعت شیء پرنده یا همان هواپیما به سرعت صوت محیط است که به احترام دانشمندی اتریشی که برای اولین بار چنین مقیاسی را در نظر گرفت، آن را «ماخ» نام نهادند. پس عدد ماخ، کمیتی متغیر است و بسته به خصوصیات هوا مانند دما و فشار، تغییر کرده و کاهش یا افزایش می‌یابد.

## عامل ایجاد دیوار صوتی

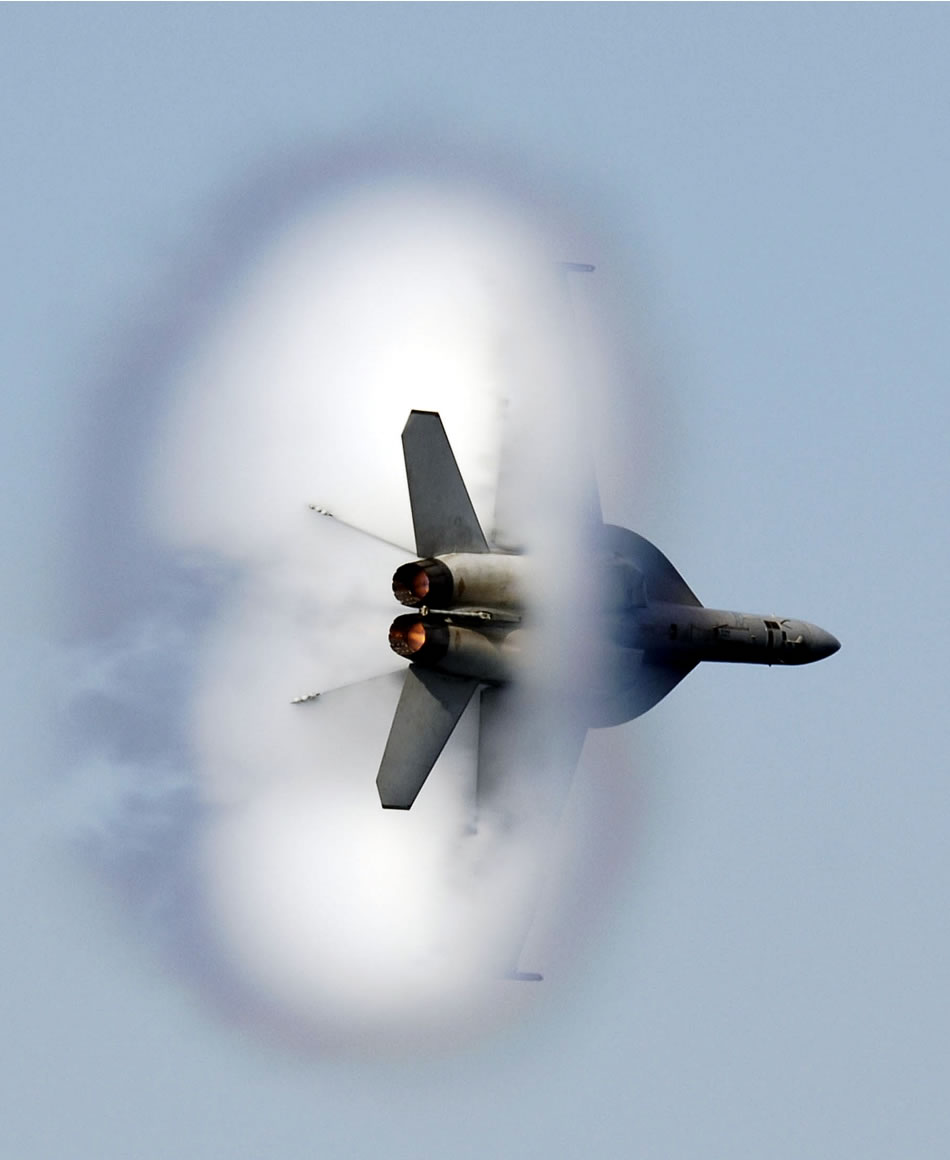
بوئینگ اف/ای-۱۸ سوپر هورنت نیروی دریایی ایالات متحده آمریکا در سرعت هماصوتی

امواج شوک در حقیقت همان عامل اصلی ایجاد دیوار صوتی هستند. امواج ضربه‌ای، تغییری ناگهانی در فشار و دمای یک لایه از هواست که می‌تواند به لایه‌های دیگر منتقل شده و به صورت یک موج فضا را بپیماید. برای درک بهتر مطلب، وقتی که سنگی در آب انداخته می‌شود، موجهایی در آب به وجود می‌آیند که به سمت خارج در حال حرکتند. این امواج، نتیجه افزایش سرعت یا اعمال نیرو به لایه‌ای از ملکول‌های آب است که قادر به انتقال به لایه‌های دیگر نیز می‌باشد، و امواج ضربه‌ای نیز، همان امواج درون آب هستند، با این تفاوت که آن‌ها در سیالی دیگر به جای آب به نام هوا، تشکیل می‌شوند.

## عدد ماخ بحرانی
به سرعتی که در آن حداقل یکی از سطوح هواپیما به سرعت صوت رسیده باشد، گر چه این پدیده در مورد خود هواپیما صادق نباشد، عدد ماخ بحرانی می‌گویند. عدد ماخ بحرانی را می‌توان به سرعتی که نمودار پسا در مقابل سرعت سیر صعودی می‌گیرد، نیز تعریف نمود. در این سرعت، فرمان‌ها هواپیما کم‌کم شروع به درست جواب ندادن کرده و حالتی شبیه به کوبیدن بر روی بال توسط امواج ضربه‌ای به وجود می‌آید که با گذر از دیوار صوتی، فرمان‌ها هواپیما به حالت طبیعی خود بازمی‌گردند.

## اثرات شکست دیوار صوتی
امواج ضربه‌ای توسط هواپیما در سرعت صوت، بسیار قدرتمند می‌باشند، چنان‌که در صورت پرواز هواپیما نزدیک به زمین و گذر آن از دیوار صوتی، امواج ضربه‌ای با منتهای قدرت به اجسام زمینی مانند شیشه‌های منازل و ساختمان‌ها برخورد نموده و باعث شکستن آن‌ها می‌شود، یا حتی اگر شخصی در معرض امواج ضربه‌ای به‌طور مستقیم قرار گیرد، احتمال از دست دادن شنوایی و پاره شدن پرده گوش بسیار است.
از امواج ضربه‌ای، در بمب‌ها و تسلیحات دیگر نیز استفاده می‌شود. بمب‌ها با یک افزایش دما و فشار ناگهانی در لایه‌هایی از هوا، امواج ضربه‌ای به وجود آورده که از طریق هوا انتقال یافته و باعث شکستن شیشه‌ها و تخریب دیوارها نیز می‌شود. اگر شخصی در فاصله‌ای نسبتاً نزدیک در فضایی تهی از هوا و خلأ، حتی نزدیک یک بمب ده تنی ایستاده باشد، بر فرض منفجر کردن بمب، آسیبی به وی نخواهد رسید، چون هوایی برای انتقال امواج ضربه‌ای وجود ندارد.
به دلیل تولید امواج ضربه‌ای در سرعتهای حدود سرعت صوت، خلبانان سعی می‌کنند فقط مدت کوتاهی در چنین سرعتهایی ترانسونیک پرواز کرده و به زودی از دیوار صوتی گذر کنند، چون پرواز در این سرعت‌ها نیروی بسیار زیاد موتور در نتیجه افزایش فوق‌العاده میزان مصرف سوخت را در پی دارد.

## طبقه‌بندی بازه‌های عدد ماخ
اگرچه اصطلاحات «زیرصوتی» (subsonic) و «ابَرصوتی» یا «سوپرسونیک» (supersonic) به‌ترتیب معمولاً به سرعت‌های پایین‌تر و بالاتر از سرعت محلی صوت اشاره می‌کنند، دانشمندان آیرودینامیک اغلب از این اصطلاحات برای اشاره به محدوده خاصی از مقادیر عدد ماخ استفاده می‌کنند. هنگامی که یک هواگرد به سرعت‌های تراصوتی (حدود ۱ ماخ) نزدیک می‌شود، وارد یک دسته‌بندی خاص می‌گردد. تقریب‌های معمول بر پایه معادلات ناویه–استوکس است که برای طرح‌های زیرصوتی به خوبی کار می‌کنند، ولی به دلیل اینکه حتی در جریان آزاد، برخی از قسمت‌های جریان به صورت محلی از ۱ ماخ فراتر می‌روند، این تقریب‌ها شروع به شکستن می‌کنند؛ بنابراین، روش‌های پیچیده‌تری برای مدیریت این رفتار پیچیده مورد نیاز است.
دسته‌بندی «ابَرصوتی» یا «سوپرسونیک» (supersonic) معمولاً به بازه‌ای از اعداد ماخ اطلاق می‌شود که که برای آن می‌توان از نظریه خطی استفاده کرد؛ برای مثال، در جایی که شار هوا واکنش شیمیایی ندارد و جایی که انتقال گرما بین هوا و حامل ممکن است به‌طور منطقی در محاسبات نادیده گرفته شود. به‌طور کلی ناسا، سرعت «برین‌صوتی بالا» یا «سوپرسونیک بالا» (High-Hypersonic) را به عنوان هر عدد ماخ از ۱۰ تا ۲۵ و سرعت ورود مجدد را هر مقدار بالاتر از ۲۵ ماخ تعریف می‌کند. از جمله فضاپیماهای فعال در این دسته‌بندی عدد ماخ، کپسول‌های فضایی بازگشتی سایوز و اسپیس‌اکس دراگن، شاتل فضایی سابقاً فعال، فضاپیماهای مختلف در حال توسعه با قابلیت استفاده مجدد مانند استارشیپ اسپیس‌اکس و الکترون راکت لب و همچنین هواپیماهای (نظری) فضایی است.
در جدول زیر، به‌جای معانی معمول «زیرصوتی» و «ابَرصوتی» به «محدوده‌های مقادیر ماخ» اشاره شده است.
| دسته‌بندی                                   | عدد ماخ   | سرعت                                                                                | ویژگی‌های عمومی | هواگرد | موشک/کلاهک |
| ------------------------------------------ | --------- | ----------------------------------------------------------------------------------- | --- | --- | --- |
| زیرصوتی (Subsonic)                         | [۰٫۸–۰)   | <۶۱۴ مایل بر ساعت (۹۸۸ کیلومتر بر ساعت؛ ۲۷۴ متر بر ثانیه)                           | محدوده سرعت زیرصوتی آن محدوده سرعتی است که در آن تمام جریان هوا روی هواپیما کمتر از ۱ ماخ است. عدد ماخ بحرانی (Mcrit) کمترین عدد ماخ جریان آزاد است که در آن جریان هوا در هر قسمت از هواگرد ابتدا به ۱ ماخ می‌رسد؛ بنابراین محدوده سرعت زیرصوتی شامل تمام سرعت‌هایی است که کمتر از عدد ماخ بحرانی هستند. بیشتر هواگردهای توربوفن ملخ‌دار از جمله بالگردها و هواپیماهای تجاری با بال‌های با نسبت ابعاد بالا (باریک)، و ویژگی‌های گرد مانند دماغه و لبه‌های جلویی در طبقه‌بندی زیرصوتی جای دارند. هواپیماهای این دسته، ظاهری معمولی دارند و بال‌هایشان به شکل متعارف است. لبهٔ حمله بالهایشان گِرد می‌باشد و زاویه بال‌ها تقریباً عمود با بدنه است. در هنگام پرواز این هواپیماها، جریان هوای برخوردکننده با تمام اجزای هواپیما ازجمله بال، دم، بدنه و دماغه، همگی سرعتی پایین‌تر از یک ماخ است. | همه هواگردهای تجاری: - بوئینگ ۷۴۷ - ایرباس ای۳۲۰ برخی هواگردهای نظامی: - سوخو-۲۵ - بل بوئینگ وی-۲۲ آسپری - مسرشمیت ب‌اف ۱۰۹                    | — |
| تراصوتی (Transonic)                        | [۱٫۲–۰٫۸) | ۶۱۴–۹۲۱ مایل بر ساعت (۹۸۸–۱٬۴۸۲ کیلومتر بر ساعت؛ ۲۷۴–۴۱۲ متر بر ثانیه)              | هواپیماهایی که دارای سرعت نزدیک به صوت هستند در طبقه‌بندی تراصوتی جای دارند که معمولاً بال‌های آن‌ها کمی متمایل به عقب است. این‌کار باعث تأخیر در واگرایی درگ شده و این ویژگی از قانون مساحت اجسام پیروی می‌کند. جریان هوای عبوری از کنار بخش‌های مختلف این هواپیماها معمولاً متفاوت است؛ مثلاً جریان هوای عبوری از پهلوی دماغه ۱٫۱ ماخ و جریان هوای عبوری از کنار بال‌ها ۱ ماخ و جریان عبور از کنار دم هواپیما ۰٫۹ ماخ باشد. این هواپیماها به صورت ناقص به سرعت صوت می‌رسند؛ بنابراین توانایی ندارند به‌طور کامل از دیوار صوتی عبور کنند. سرعت ۱ ماخ در بازهٔ تراصوتی یا هَماصوتی جای دارد. هواگردهای تراصوتی تقریباً همیشه دارای بال خمیده هستند که واگرایی کششی و ماهی‌واره‌های ابَربحرانی را تا شروع کشش موج به تأخیر می‌اندازد و اغلب طرح‌هایی را نشان می‌دهد که به اصول قاعده مساحت ویتکامب پایبند هستند. محدوده سرعت تراصوتی محدوده ای از سرعت است که در آن جریان هوا در قسمت‌های مختلف هواگرد بین سرعت‌های زیرصوتی و ابَرصوتی است؛ بنابراین بازه پرواز از عدد ماخ بحرانی تا ۱٫۳ ماخ را محدوده تراصوتی می‌نامند. | - نورثروپ ایکس-۴ بنتم (۰٫۹ ماخ) - اف-۱۰۲ | — |
| ابَرصوتی یا سوپرسونیک (Supersonic)          | [۵–۱٫۲)   | ۹۲۱–۳٬۸۳۶ مایل بر ساعت (۱٬۴۸۲–۶٬۱۷۳ کیلومتر بر ساعت؛ ۴۱۲–۱٬۷۱۵ متر بر ثانیه)        | محدوده سرعت ابَرصوتی (سوپرسونیک) آن محدوده سرعتی است که در آن تمام جریان هوا بر روی هواگرد، ابَرصوتی (بیش از ۱ ماخ) است. اما جریان هوا که با لبه‌های جلویی برخورد می‌کند در ابتدا کند می‌شود، بنابراین سرعت جریان آزاد باید کمی بیشتر از ۱ ماخ باشد تا اطمینان حاصل شود که تمام جریان روی هواپیما ابَرصوتی است. معمولاً پذیرفته شده است که محدوده سرعت ابَرصوتی با سرعت جریان آزاد بیشتر از ۱٫۳ ماخ شروع می‌شود. هواگردهایی که برای پرواز با سرعت‌های ابَرصوتی طراحی شده‌اند، به دلیل تفاوت‌های اساسی در رفتار شارهای بالاتر از ۱ ماخ، تفاوت‌های زیادی را در طراحی آیرودینامیکی خود نشان می‌دهند. تیز بودن لبه‌ها، بخش‌های ماهی‌واره‌ای باریک و همه پیش‌بال‌های متحرک رایج است. هواگردهای نظامی مدرن برای حفظ سرعت پایین باید سازگار باشند؛ طرح‌های ابَرصوتی «واقعی» که عموماً بال‌های دلتایی را در خود دارند، نادرتر هستند. | - نورث امریکن ایکس‌بی-۷۰ والکیری (۳ ماخ) - لاکهید اس‌آر-۷۱ بلک‌برد (۳ ماخ) - BAC/Aérospatiale کنکورد (۲ ماخ) - توپولف تو-۱۴۴ (۲ ماخ)             | — |
| بَرین‌صوتی یا هایپرسونیک (Hypersonic)        | [۱۰–۵)    | ۳٬۸۳۶–۷٬۶۷۳ مایل بر ساعت (۶٬۱۷۳–۱۲٬۳۴۸ کیلومتر بر ساعت؛ ۱٬۷۱۵–۳٬۴۳۰ متر بر ثانیه)   | هواپیمای نورث امریکن ایکس-۱۵ با سرعت ۶٫۷۲ ماخ، یکی از سریعترین هواپیماهای سرنشین‌دار می‌باشد که در طبقه‌بندی بَرین‌صوتی (هایپرسونیک) جای دارد. به دلیل افزایش دمای بدنه در چنین سرعتی، نوعی آلیاژ نیکلی-تیتانیومی خنک‌شونده در این هواپیما بکار برده‌اند. اینگونه هواگردها همانند بوئینگ ایکس-۵۱ با بال‌های بسیار کوچک طراحی می‌شوند؛ پهپاد ناسا ایکس-۴۳ با سرعت بیش از ۹٫۶ ماخ، یکی از سریعترین هواپیماهای بدون سرنشین جهان است. همچنین موشک‌های روسی آوانگارد که سرعت سیر آن بیش از ۹ ماخ است و موشک بالستیک هواپایه کینژال (Kh-47M2 Kinzhal) با سرعت سیر ۱۰ ماخ نیز در طبقه‌بندی اَبَرصوت جای می‌گیرند. البته کلاهک هردوی این موشک‌ها در فاز شیرجه سرعتی بالای ۲۰ ماخ دارند که پس از خروج از جو و ورود دوباره به جو، به این سرعت دست پیدا می‌کنند. پوسته‌ای از جنس نیکل یا تیتانیم سرد شده، بال‌های کوچک. به دلیل غلبه بر اثرات تداخلی، به جای مونتاژ از اجزای مجزا که به‌طور مستقل طراحی شده‌اند، طراحی بسیار یکپارچه است. در این نوع طراحی، تغییرات کوچک در هر یک از اجزاء باعث تغییرات بزرگ در جریان هوا در اطراف سایر اجزا می‌شود که به نوبه خود بر رفتار آنها تأثیر می‌گذارد. نتیجه این است که هیچ جزء را نمی‌توان بدون دانستن اینکه چگونه همه اجزای دیگر بر تمام جریان هوا در اطراف کشتی تأثیر می‌گذارند طراحی کرد و هر گونه تغییر در هر یک از اجزا ممکن است نیاز به بازطراحی همه اجزای دیگر به‌طور همزمان داشته باشد. | - نورث امریکن ایکس-۱۵ (۶٫۷ ماخ) - ناسا ایکس-۴۳ (۹٫۶ ماخ) - بوئینگ ایکس-۵۱ (۵ ماخ) - WZ-8 (۵ ماخ)                                              | - BrahMos-II (۸ ماخ) - موشک کینژال (۱۰ ماخ) - 3M22 Zircon (۸–۹ ماخ) - DF-ZF (۵–۱۰ ماخ) - HSTDV (۶ ماخ) - Hwasong-8 (۶–۱۰ ماخ) |
| بَرین‌صوتی بالا (High-Hypersonic)            | [۲۵–۱۰)   | ۷٬۶۷۳–۱۹٬۱۸۰ مایل بر ساعت (۱۲٬۳۴۸–۳۰٬۸۶۷ کیلومتر بر ساعت؛ ۳٬۴۳۰–۸٬۵۷۴ متر بر ثانیه) | در سرعت بَرین‌صوتی بالا یا سوپرسونیک بالا، سیستم‌های کنترل دما، برای فضاپیما یا موشک، عضوی حیاتی به حساب می‌آیند. طراحی بدنه آن‌ها باید به شدت آیرودینامیک بوده و آلیاژ به‌کار رفته در بدنه، باید برای مقاومت در دمای بسیار بالا مناسب باشد. همچنین کاشی‌های سیلیکاتی همانند کاشی‌های موجود در شاتل‌های فضایی، به عنوان روکش ضدحرارت برای بدنه در نظر گرفته می‌شوند. چنین سرعتی، موجب واکنش شیمیایی اکسیژن جریان هوای عبوری با بدنه هواگرد شده و موجب سایش آلیاژ آن می‌شود. بر حسب نیاز، دماغه این هواگردها به گونه‌ای طراحی می‌شوند که سطح مقطع بالایی در برخورد با جریان هوای عبوری داشته باشند؛ زیرا درصورتی که این هواگردها نوک‌تیز طراحی شوند، دمای نوک دماغه بسیار بالا می‌رود و موجب ذوب شدن دماغه و متلاشی شدن هواگرد می‌شود؛ زیرا کاهش شعاع انحنا با افزایش دما رابطه مستقیم دارد؛ بنابراین باید همانند اجسام ورودی به جو زمین، سطح مقطع نوک جسم پرنده، پهن باشد تا حرارت در یک نقطهٔ کوچک بیش از حد افزایش نیابد. کنترل حرارتی به یک طرح غالب تبدیل می‌شود. سازه یا باید طوری طراحی شود که گرم کار کند، یا با کاشی‌های سیلیکاتی مخصوص یا موارد مشابه محافظت شود. جریان واکنش شیمیایی همچنین می‌تواند با اکسیژن آزاد اتمی که در جریان‌های با سرعت بسیار بالا وجود دارد، باعث خوردگی پوست حامل شود. طراحی‌های برین‌صوتی اغلب به دلیل افزایش گرمایش آیرودینامیکی با کاهش شعاع انحنا دارای پیکربندی‌های پَخ هستند.        | - 53T6 (۱۷ ماخ) - HTV 2 (۲۰ ماخ) - آراس-۲۸ سارمات (۲۰٫۷ ماخ) - Agni-V (۲۴ ماخ) - دی‌اف-۴۱ (۲۵ ماخ) - آوانگارد (۲۷–۲۰ ماخ)                      | |
| سرعت‌های گرانشی یا بازگشت (Re-entry speeds) | ≥۲۵       | ≥۱۹٬۱۸۰ مایل بر ساعت (۳۰٬۸۷۰ کیلومتر بر ساعت؛ ۸٬۵۷۰ متر بر ثانیه)                   | سرعت گرانشی به سرعتی گفته می‌شود که یک شهاب یا آذرگوی بر اثر گرانش یک سیاره یا ستاره، به سمت آن خیز برمی‌دارد. ممکن است در برخی بازگشتهای فضاپیماها به جو زمین، چنین سرعتی مشاهده شود. از این رو به آن سرعت بازگشت یا بازورود نیز گفته می‌شود. دارای سپر حرارتی؛ بال کوچک یا بدون بال؛ شکل پَخ، مقاله کپسول بازورود را ببینید. | - مدارگرد شاتل فضایی (۲۲ ماخ) - بوران - بوئینگ ایکس-۳۷ (۲۵ ماخ) - CSSHQ (۲۵~ ماخ) - حمل‌کننده واسط آزمایشی (۲۲ ماخ) - عملیات پلامباب (۱۹۶ ماخ) | - آوانگارد (۲۷–۲۰ ماخ) |